# 侧柏叶
侧柏叶为中药材，始载于《名医别录》。它是柏科植物侧柏Platycladus orientalis (L.) Franco的嫩枝叶。中药止血药的凉血止血药中的一种，有止血、乌须发、止咳喘的功效。

## 药材形状
药材侧柏叶多有分支，小且长短不一，为鳞片状。颜色为红褐色。表面可见叶相互对生，断面黄白色。质地松脆、易被折断。气微香，味苦涩。

## 药性
- 味苦、涩
- 性寒
- 归肺、肝、脾经

## 功效
- 凉血止血：用于治疗血热出血。
- 生发乌发：用于治疗脱发，尤用于中青年血热脱发、斑秃有效。[3]
- 化痰止咳：用于治疗肺热咳嗽

## 炮制法
多为炒碳的方法，可以取干净的侧柏叶，置于锅中用武火炒至表面褐色，内部焦黄色，也可喷淋清水少许，取出，放凉。

## 用法与用量
止血用时可煎服，每次10至15克，用于生发乌发则外用。

## 现代研究
侧柏叶含有的化学成分有揮發油类物质，α-侧柏酮、侧柏烯、小茴香酮等，以及活性成分：槲皮素、鞣质等，能够缩短出血时间和凝血时间。

## 外部連結
- 側柏 Cebai（页面存档备份，存于） 藥用植物圖像數據庫 (香港浸會大學中醫藥學院) （中文）（英文）
- 側柏葉 中藥材圖像數據庫  (香港浸會大學中醫藥學院) （中文）（英文）
- 側柏葉 Ce Bai Ye（页面存档备份，存于） 中藥標本數據庫 (香港浸會大學中醫藥學院) （繁體中文）（英文）